# 須田健仁
須田 健仁（すだ けんじ、1966年2月26日 - ）は、北海道小樽市出身の日本の元スキージャンプ選手。

## プロフィール
小樽市立松ヶ枝中学校、北海道余市高等学校卒業。1984年東京美装興業入社。中学、高校時代は目立った実績は無かったが、社会人になって頭角を現す。1984年-1985年シーズンは誕生日の関係で各大会少年組にエントリーしたが、ここで優勝を重ねた。
ワールドカップに1990年から1998年まで参戦、通算12回ベスト10に入った。最高位は1994年3月のスウェーデンのエルンシェルツビクで行われた大会のノーマルヒル2位。
1992年のアルベールビルオリンピックに出場し、上原子次郎、原田雅彦、葛西紀明と共に団体4位になった。個人成績はノーマルヒル39位、ラージヒル17位。
1993年の世界選手権（スウェーデン・ファルン）では団体5位（須田、岡部孝信、葛西紀明、原田雅彦）、個人は出場無し。1994年リレハンメルオリンピックでも再び代表となったが、西方仁也、岡部孝信、葛西紀明、原田雅彦が出場し、須田は個人団体ともに出場はなかった。
1997年の世界選手権（ノルウェー・トロンハイム）では個人ノーマルヒル40位だった。1998年長野オリンピックの代表にも選出され 、出場は果たせなかったが、まとめ役として日本ジャンプチームの大活躍を陰で支えた。現役時代スタート台に座って白い歯を見せる姿は「須田スマイル」と呼ばれた。
1999年現役引退し、東京美装興業コーチに就任。自チームのみならず全日本スキー連盟のコーチとしても若手を育成している。

## 主な優勝
- 1985.01.06　　　第26回雪印杯全日本ジャンプ大会少年組　優勝
- 1985.02.02　　　第12回HTBカップ国際スキージャンプ競技大会少年組　優勝
- 1985.02.14　　　第56回宮様スキー大会国際競技会70m級少年組　優勝
- 1985.02.16　　　第56回宮様スキー大会国際競技会90m級少年組　優勝
- 1985.02.26　　　第6回ＮＨＫ杯蔵王ジャンプ大会　優勝
- 1985.03.09　　　第63回全日本スキー選手権70m級少年組　優勝
- 1985.03.10　　　第63回全日本スキー選手権90m級少年組　優勝
- 1985.03.29　　　第13回野沢温泉ジャンプ大会少年組　優勝
- 1990.02.23(金)　第45回国民体育大会冬季大会成年A　優勝
- 1991.02.20(水)　第46回国民体育大会冬季大会成年A　優勝
- 1991.03.26(火)　第19回野沢温泉ジャンプ大会成年組　優勝
- 1992.01.15(水)　第20回札幌五輪記念国際ジャンプ大会　優勝
- 1993.01.23(土)　第48回北海道スキー選手権大会　優勝
- 1993.01.24(日)　第34回NHK杯ジャンプ大会　優勝
- 1993.03.19(金)　第17回伊藤杯 宮の森ナイタージャンプ大会　優勝
- 1994.01.09(日)　第35回雪印杯全日本ジャンプ大会　優勝
- 1994.09.25(日)　FISコンチネンタルカップサマージャンプ 白馬大会　優勝
- 1998.03.08(日)　第69回宮様スキー大会国際競技会ラージヒル　優勝
- 1999.02.21(日)　第54回国民体育大会冬季大会成年B　優勝
- 1999.03.12(金)　第23回伊藤杯 宮の森ナイタージャンプ（引退試合）　優勝